# Tariaksuq
Tariaksuq, även känd som "skuggfolk" (översättning från engelska), är inom inuitisk folktro en humanoid varelse som sägs likt människor leva i hus, använda sig av redskap och ha familjer. Utseendemässigt ser de också ut som människor fast skugglika, utan ansiktsdrag och med vita ögon. Det vanligaste sättet att märka av en tariaksuq är genom hörsel då man sägs kunna höra deras fotsteg, prat eller skratt. 